# Frühneuenglisch
Frühneuenglisch (Frnengl., Frne., engl. Early Modern English) ist eine historische Sprachstufe der englischen Sprache, wie sie etwa zwischen den Jahren 1500 und 1700 gesprochen wurde und ist damit eine Zwischenstufe zwischen dem mittelalterlichen Mittelenglisch und dem modernen Englisch. 
Frühneuenglisch ist die Sprache des Dramatikers William Shakespeare und der King-James-Bibelübersetzung.
Die frühneuenglische Periode ist eine Übergangsphase. Viele Entwicklungen, die bereits während des Mittelenglischen einsetzten, setzen sich im Frühneuenglischen fort, so die zunehmende Bevorzugung der Reihenfolge Subjekt-Verb-Objekt (SVO) im Satzbau und der Verlust von Flexionen.
Die dramatischsten Änderungen während der frühneuenglischen Zeit fanden jedoch in Aussprache und Wortschatz statt: Durch die frühneuenglische Vokalverschiebung (Great Vowel Shift) nähert sich das Englische weitestgehend an die heutige Aussprache an. Während es für einen heutigen Sprecher des Englischen schwer sein dürfte, ohne weitere Vorkenntnisse die Aussprache der mittelenglischen Texte Geoffrey Chaucers zu verstehen, ist die frühneuenglische Aussprache William Shakespeares schon nah am heutigen Englisch. In der frühneuenglischen Zeit finden außerdem Tausende von neuen Wörtern Eingang ins Englische.
Der Beginn der frühneuenglischen Periode wird in der Regel um das Jahr 1500 festgelegt, weil zum einen um diese Zeit die frühneuenglische Vokalverschiebung einsetzte, die die Aussprache des Englischen fundamental verändern sollte. Zum anderen liegen um diese Zeit historische Ereignisse wie die Einrichtung der ersten Druckerpresse Englands durch William Caxton (1476), in deren Folge die Grammatik und Orthographie des Englischen sich zunehmend vereinheitlichte. Das Ende der frühneuenglischen Periode wird um 1700 angesetzt, weil viele Veränderungen in Aussprache und Schreibung des Englischen um diese Zeit abgeschlossen waren.

## Historischer Hintergrund

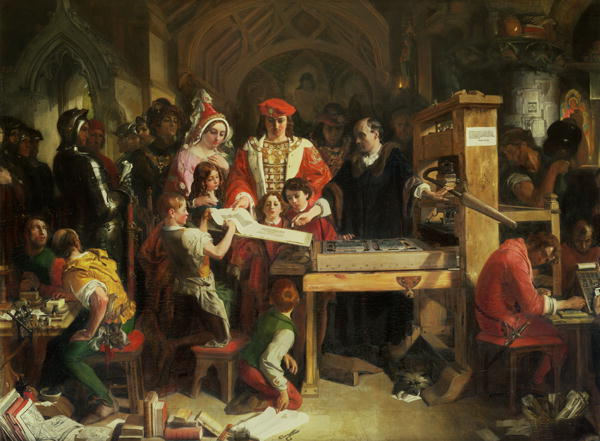
William Caxton zeigt König Edward IV einen Druck

Bis etwa 1500, dem Ende der mittelenglischen Zeit, hatte sich Englisch seinen Platz als Sprache der Oberschicht, des Parlaments und der Justiz zurückerobert und löste das bis dahin dominierende Französisch der normannischen Oberschicht ab. Lateinisch war jedoch um 1500 immer noch die Sprache der Wissenschaftler und Gelehrten. Ab 1500 begannen viele Gelehrte, ihre Texte zunehmend auch auf Englisch abzufassen. Sie reagierten damit auf den Bildungshunger einer wachsenden Mittelschicht, die durch den Besuch der Grammar Schools über Lese- und Schreibkenntnisse und eine Grundbildung verfügte. Mit der Einführung der Druckerpresse in England durch William Caxton wurden Bücher für größere Teile der englischen Gesellschaft auch erschwinglich.
Die englische Sprache war während der mittelenglischen Periode jedoch hauptsächlich eine Sprache des einfachen Volks gewesen und hatte speziell im Bereich Wissenschaft große sprachliche Lücken: Es gab für viele Begriffe aus Medizin und Naturwissenschaft lediglich lateinische Ausdrücke, aber keine englischen Entsprechungen. Hinzu kam die mit der Renaissance einhergehende Wiederentdeckung klassischer Philosophen sowie neue Erfindungen und Entdeckungen, für welche ebenfalls Bezeichnungen im Englischen gebraucht wurden.
Autoren, die auf Englisch schrieben, waren sich dieser Defizite in der Regel bewusst und bemühten sich, die Lücken in der englischen Sprache entweder durch eigene Wortschöpfungen oder durch Entlehnungen aus dem Lateinischen und anderen europäischen Sprachen zu kompensieren. Die Erweiterung des englischen Wortschatzes speziell durch Entlehnungen aus dem Lateinischen wurde zu Beginn der frühneuenglischen Periode kontrovers diskutiert (inkhorn controversy): Während einige Autoren für diese Anreicherung des englischen Wortschatzes plädierten, kritisierten andere die übermäßige Verwendung lateinischer Lehnwörter als ein übertriebenes Prunken mit Gelehrsamkeit – solche Ausdrücke wurden dann als inkhorn terms bezeichnet. Trotz dieser Kritik ließ sich die umfangreiche Erweiterung des englischen Wortschatzes durch lateinische Lehnwörter nicht aufhalten. Um 1600 war die Debatte um inkhorn terms weitgehend beendet und Lehnwörter akzeptiert.
Die Einführung des Buchdrucks in England führte darüber hinaus zur Entwicklung einer standardisierten Orthographie. Während der mittelenglischen Zeit gab es regional verschiedene Varianten der Schreibung, da viele Schriftstücke auch nur regionale Bedeutung hatten; so gab es keinen Bedarf für einen überregionalen Standard. Mit der Verbreitung gedruckter Werke setzte sich langsam eine einheitlichere Schreibung durch.

## Phonetik und Phonologie

### Vokale

Frühneuenglische Vokalverschiebung

Die bedeutendste Veränderung in der Aussprache stellt der Great Vowel Shift, die Frühneuenglische Vokalverschiebung, dar. Der Begriff Great Vowel Shift wurde vom dänischen Linguisten Otto Jespersen geprägt. Bei der Vokalverschiebung rückten alle langen Vokale höher und nahmen den Platz des nächstgelegenen Langvokals ein. So wurden /e:/ und /o:/ durch die Vokalverschiebung nun als [i:] und [u:] realisiert. Erkennbar ist das noch an der Schreibung von meet und food, die seit dem Frühneuenglischen [mi:t] und [fu:d] ausgesprochen werden, während die Schreibung mit <ee> und <oo> noch die mittelenglische Aussprache reflektiert. Die hohen (geschlossenen) Vokale /i:/ und /u:/ wurden zu Diphthongen /ai/ und /au/. Mittelenglisch [hu:s] (house) wird so zu frühneuenglisch [haus].
Die Gründe für diesen Wandel sind nicht vollständig geklärt. Eine spekulative These ist, dass die Oberschicht sich durch eine andere Aussprache von den unteren Schichten der Bevölkerung abgrenzen wollte, nachdem das Französische als Sprache der Oberschicht wegfiel. Der Great Vowel Shift stellt jedoch keine englandweite Veränderung dar; besonders in nordenglischen Dialekten fand lediglich die Diphthongierung der geschlossenen Vokale statt.

### Konsonanten
Um 1500 umfasst das Frühneuenglische alle Konsonanten, die es auch im heutigen modernen Englisch gibt, mit der Ausnahme von /ŋ/ und /ʒ/. /ŋ/ war bis 1600 ein Allophon von /n/, das in der Position vor /g/ auftrat, bis die Kombination /ŋg/ um 1600 zu in wortfinaler Position wie in Wörtern wie sing zu /ŋ/ vereinfacht wurde. Das zweite neue Konsonantenphonem, /ʒ/, entwickelte sich um 1700 aus der Kombination /zj/ in Wörtern wie vision. 
Auch bei der Aussprache von Konsonanten lassen sich Veränderungen feststellen. Während der frühneuenglischen Phase vereinfachten sich häufig initiale Konsonantencluster: So fiel beispielsweise im Cluster /kn/ das /k/ weg. Des Weiteren fiel das Phonem /x/ (mit seinem Allophon /ç/; deutsch: <ch>) weg bzw. fiel durch verschiedene Entwicklungen mit mehreren anderen Phonemen zusammen. Die Veränderungen der Phonetik lassen sich gut am Beispiel des Wortes „knight“ (dt. Ritter, „Knecht“) verdeutlichen: aus Mittelenglisch /knɪçt/ wurde am Ende der frühneuenglischen Phase /nait/.

## Grammatik
Das Frühneuenglische ist eine Übergangsphase zwischen dem Mittelenglischen und dem modernen Englisch (Neuenglisch). Viele Entwicklungen in der Grammatik, die sich schon während der mittelenglischen Periode abzeichneten, setzten sich in der frühneuenglischen Phase fort.

### Flexion
Der bereits im Mittelenglischen begonnene Verlust von Flexionen setzte sich im Frühneuenglischen fort: Zu Beginn der frühneuenglischen Phase hatte das englische Verb noch die Endung -(e)st für die zweite Person Singular: thou walk(e)st, thou sayest, thou hast statt neuenglisch you walk, you say, you have. Zum Ende der frühneuenglischen Periode wurde das Personalpronomen thou kaum noch benutzt, womit auch -(e)st als Verb-Endung der 2. Person Singular Präsens (thou sayest) verschwand.
Zu Beginn der frühneuenglischen Periode war es außerdem in der 3. Person Singular Präsens möglich, zwischen den Endungen -s (he says) und -eth (he sayeth) zu wählen. -eth wurde im Verlauf des Frühneuenglischen seltener, bis es völlig durch -s ersetzt wurde. Die Tendenz, die Form -s zu bevorzugen, begann im Norden Englands und breitete sich nach Süden aus.
Bei den Adjektiven gab es im Frühneuenglischen noch mehr Variation, als es bei Adjektiven im modernen Englisch möglich ist: Im Frühneuenglischen sind verschiedene Formen des Komparativ und Superlativ möglich. bigger, more big oder more bigger bzw. the biggest, the most big oder the most biggest.

### Pronomen
Eine wichtige Veränderung ist die Entwicklung des Personalpronomens der 2. Person, thou. Im Mittelenglischen und zu Beginn der frühneuenglischen Periode bezeichnete thou (Dativ/Akkusativ: thee) die Singularform (dt. du), ye (Dat./Akk. you) die Pluralform (dt. ihr). Um 1600, in der Mitte der frühneuenglischen Periode, veränderte sich die Verwendung dahingehend, dass you sowohl im Singular als auch im Plural verwendet werden konnte, allerdings nur als Höflichkeitsform: Mit you redete man sich gegenseitig in der Oberschicht an bzw. Niedriggestellte sprachen Höhergestellte mit you an. Höhergestellte sprachen Niedriggestelltere mit thou an; thou war auch die übliche Anrede innerhalb der unteren sozialen Schichten. Ferner konnte thou auch eingesetzt werden, um Vertraulichkeit auszudrücken, z. B. zwischen Liebenden in Shakespeares Komödien. Um 1700, zum Ende der frühneuenglischen Periode, fiel thou weg. Es blieb nur als zweite Person Singular in religiösen Kontexten erhalten, etwa im Vaterunser und in englischen Bibelfassungen, sowie als bewusst archaische Form als Stilmittel in der Literatur.

### Syntax
Die Syntax im Frühneuenglischen gleicht im Wesentlichen der Syntax des heutigen Englisch, mit den folgenden Abweichungen:
- Satzbau: Im Gegensatz zum heutigen Englisch war der Satzbau zu Beginn der frühneuenglischen Phase nicht so restriktiv, aber schon weniger flexibel als der Satzbau im Alt- und Mittelenglischen. Die Reihenfolge Subjekt-Verb-Objekt (SVO) war die häufigste Satzstellung in deklarativen Sätzen. Konstruktionen wie Verb-Subjekt oder Adverb-Verb-Subjekt waren im 16. Jahrhundert noch häufig, wurden aber im 17. Jahrhundert seltener:[12][13]

Now comes in the sweetest Morsell of the night (Shakespeare, Henry IV., Part 2)
- Verbalphrase: Am bedeutendsten ist wohl die Einführung von do als Hilfsverb; zunächst nur als Betonung in positiven Satzkonstruktionen, im 17. Jahrhundert auch in verneinten Sätzen. Der Einsatz von do in Fragen folgt dann erst im modernen Englisch im 18. Jahrhundert.
- Modalverben: Im Frühneuenglischen wurden die folgenden Modalverben verwendet, von denen jedes sowohl eine Form im Präsens als auch im Präteritum besaß: can/could, dare/durst, may/might, shall/should, will/would. Als Einzelformen ohne Vergangenheitsform gab es noch must, need, ought und dichterisches list. Die Form mot(e), ursprünglich die Präsenzform von moste/must verschwindet schon im frühen 16. Jahrhundert. Einige der Modalverben hatten im Frühneuenglischen noch eine leicht andere Bedeutung, so kann das Modalverb can heute auch für Erlaubnis verwendet werden (you can use my pen), was im Frühneuenglischen nicht möglich war. Im Gegensatz zum modernen Englisch konnten im Frühneuenglischen die Modalverben auch ohne begleitendes Verb verwendet werden, allerdings war diese Verwendung auf die Beschreibung von Bewegung beschränkt:[14][15]

I must to Couentree (=I must go to Coventry) (Shakespeare, Richard II.)
- Nominalphrase: Die Nominalphrase entspricht im Wesentlichen der heutigen Nominalphrase; zu Beginn des Frühneuenglischen war es möglich, einem Nomen zwei Pronomen vorzustellen, d. h. ein Demonstrativpronomen und ein Possessivpronomen, z. B. this my father. Dies wurde jedoch bald zugunsten von of-Konstruktionen aufgegeben.[16]
- Negation: Im Mittelenglischen und am Anfang der frühneuenglischen Periode waren doppelte Negationen (I will not give him no meat) üblich. Durch den Einfluss des Rationalismus Ende des 17. Jahrhunderts wurden solche Konstruktionen als unlogisch geächtet.[17]

## Wortschatz und Wortbildung

### Erweiterung des Wortschatzes
Während der frühneuenglischen Zeit veränderte sich der Wortschatz des Englischen dramatisch. Um den gestiegenen Bedarf an Fachwörtern für Wissenschaft, Forschung, Technik, Kunst, Kultur und Philosophie in der Renaissance zu decken, wurden eine Vielzahl von Wörtern aus anderen Sprachen entlehnt. Einige Schätzungen gehen von ca. 12.000 Wörtern aus, die allein in der frühneuenglischen Zeit Eingang in die englische Sprache fanden. Als wichtigste Quelle für Lehnwörter diente das Latein, aber auch klassisches Griechisch und europäische Sprachen wie Französisch, Spanisch oder Italienisch. Zu den Lehnwörtern, die auch heute noch im Englischen im Gebrauch sind, zählen atmosphere, disability, expensive, insane, exist und meditate. Griechische Wörter, die direkt oder über das Lateinische ins Englische Eingang fanden, sind z. B. chaos, climax oder lexicon. Beispiele für Lehnwörter aus europäischen Sprachen sind entrance, essay (aus dem Französischen), balcony, violin (aus dem Italienischen) und tobacco (aus dem Spanischen).
Manche Wörter wurden unverändert übernommen (z. B. climax), bei anderen wurde die lateinische Endung entfernt (consult-are) oder verändert (-tas wird zu -ty). In vielen Fällen wurde der lateinische Ausdruck indirekt über das Französische in die englische Sprache übernommen. Nicht immer kann man den Weg der Entlehnung heute noch nachvollziehen. Während fact klar vom lateinischen factum und nicht vom französischen fait abstammt, könnten consist und explore entweder aus dem Lateinischen oder aus dem Französischen stammen.
Nicht alle Wörter, die im Frühneuenglischen als Lehnwörter verwendet wurden, blieben permanent in der englischen Sprache. Wörter wie uncounsellable verschwanden wieder, andere Wörter wie attemptate wurden zugunsten von konkurrierenden Formen (attempt) aufgegeben.
Der größte Teil der Wörter, die den englischen Wortschatz ergänzten, stammten aus anderen Sprachen. Es gab jedoch auch Versuche, unter anderem von Puristen, die Entlehnungen aus anderen Sprachen ablehnten, mit den Mitteln der englischen Sprache neue Wörter zu bilden: Bildung neuer Wörter mit der Hilfe der englischen Wortbildungsregeln wie sunshiny (aus sunshine + y), eigene Neuprägungen (wie blatant), Wiederbelebung veralteter Vokabeln (wie doom) oder Rückgriff auf Dialektausdrücke. Dem Dichter Edmund Spenser etwa verdankt die englische Sprache viele Neubildungen. Beispiele für Neologismen, die auch heute noch verwendet werden, sind belt, glance, enshrine und witless.

### Wortbildung
Die Wortbildungsverfahren des Frühneuenglischen entspricht im Wesentlichen der Wortbildung im modernen Englisch:
- Komposition: Neue Wörter werden durch Verbindung von zwei existierenden Wörtern gebildet. Komposition war schon im Altenglischen ein häufig verwendetes Wortbildungsverfahren, auch im Frühneuenglischen wird es häufig genutzt (z. B. mouth-honour in Shakespeares Macbeth, vgl. dt. Lippenbekenntnis).[21]
- Konversion: Konversion, die Bildung eines neuen Wortes durch Änderung der Wortklasse (invoice > to invoice), gab es schon in früheren Sprachstufen. Im Frühneuenglischen wurde es besonders häufig und mit wenig Restriktionen verwendet, so z. B. die Nominalisierungen Edmund Spensers (the adorn, the detain) oder die Verbableitungen von Thomas Nashe (to exception, to remembrance).[22]
- Affigierung: Im Frühneuenglischen wurden eine Reihe von lateinischen und griechischen Suffixen und Präfixen in die Sprache aufgenommen, z. B. -ize oder -ate.

### Bedeutungswandel
Der Wortschatz des Englischen unterlag auch einem Bedeutungswandel:
- Generalisierung: z. B. war die Verwendung des Wortes humour auf die Substanzlehre Aristoteles' beschränkt; im Frühneuenglischen wurde es ausgeweitet auf den heutigen Begriff des Humors.
- Spezialisierung: z. B. bezeichnete das Wort meat im Mittelenglischen und zu Beginn des Frühneuenglischen jede Form von Nahrungsmitteln; im 17. Jahrhundert wurde seine Verwendung auf die Bezeichnung von Fleisch eingeschränkt.[23]

## Orthographie und Alphabet

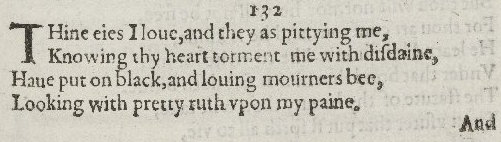
Beginn des Sonetts 132 von William Shakespeare aus der Quarto-Ausgabe von 1609

### Orthographie
Zu Beginn der frühneuenglischen Periode gab es noch große regionale und individuelle Variation in der Schreibung, so wurde z. B. Neuenglisch enough im Frühneuenglischen ynough(e), enoff, yenough, eno', enouch, enufe,… geschrieben. Durch die frühneuenglische Vokalverschiebung veränderte sich außerdem die Aussprache des Englischen stark, während die Schreibung auf dem Stand des Mittelenglischen blieb. Zusätzliche Verwirrung entstand durch die Einführung zusätzlicher, stummer Buchstaben wie z. B. <b> in debt oder doubt in Analogie zum lateinischen debitum und dubitare.
Es gab in der frühneuenglischen Zeit verschiedene Versuche, die Schreibweise des Englischen stärker zu standardisieren. So veröffentlichte Thomas Smith 1568 unter dem Titel Dialogue Concerning the Correct and Emdended Writing of the English Language einen Vorschlag für eine Rechtschreibreform, mit der die Schreibung wieder stärker an die Aussprache des Englischen angenähert werden sollte, was aber wenig Beachtung fand. Weitere Vorschläge für eine Rechtschreibreform stammten von John Hart (1570), William Bullokar (1580) und Richard Mulcaster (1582). Obwohl sich keine der vorgeschlagenen neuen Rechtschreibungen durchsetzen konnte, wurde die Orthographie des Englischen zunehmend einheitlicher und näherte sich schon um 1650 seiner heutigen Form. Eine vollständige Standardisierung von Orthographie und Grammatik war dann der Periode des modernen Englisch vorbehalten, z. B. durch Samuel Johnsons Wörterbuch (1755). 

### Alphabet
Das frühneuenglische Alphabet entsprach dem Alphabet des modernen Englisch, mit den folgenden Abweichungen:
- Im Frühneuenglischen gab es für s-Laute noch zwei mögliche Buchstaben (Allographe), die abhängig von ihrer Position im Wort eingesetzt wurden: Rundes s wurde im Wortende verwendet und am Wortanfang, wenn es ein Großbuchstabe ist. Langes s („ſ“) wurde in allen übrigen Positionen verwendet, z. B. Speake ſirs (= "Speak, sirs").
- Im modernen Englisch stehen die Buchstaben <v> und <u> für einen Konsonanten und einen Vokal. Im Frühneuenglischen wurde die Verwendung von <v> und <u> durch die Position im Wort bestimmt: So wurde <v> am Anfang eines Wortes benutzt, <u> in der Mitte. Im Jahr 1635 findet sich das erste Textbeispiel, das <v> für den Konsonanten /v/ und <u> für den Vokal verwendet.
- Der Buchstabe <j> wurde zu Beginn des Frühneuenglischen nicht verwendet; er tauchte erst um 1630 erstmals auf. Wörter wie Jew oder Jack wurden bis dahin Iew bzw. Iack geschrieben.[25]

## Textproben

### Das Vaterunser auf Frühneuenglisch
Our father, which art in heaven.
Hallowed be thy name.
Thy Kingdom come, Thy Will be done,
in Earth, as it is in Heaven.
Give us this day our daily bread,
and forgive us our sins,
as we forgive them that sin against us.
And lead us not into temptation,
but deliver us from evil.
For thine is the kingdom, and the power, and the glory,
for ever and ever.
Amen

### Auszug ausThe Arte of Rhetorique
The misticall wise menne, and Poeticall Clerkes, will speake nothyng but quaint proverbes, and blynd allegories, delityng muche in their awne darknesse, especially, when none can tell what thei dooe saie. The unlearned or foolishe phantasticall, that smelles but of learnyng (such felowes as have seen learned men in their daies) will so latine their tongues, that the simple cannot but wonder at their talke, and thynke surely thei speake by some Revelacion.
(The mystical wise men, and Poetical Clerks, will speak nothing but cunning proverbs, and blind allegories, delighting much in their own darkness, especially, when none can tell what they do say. The unlearned or foolish phantastical, that smells but of learning (such fellows as have seen learned men in their days) will so latinize their tongues, that one simply cannot but wonder at their talk and think surely they speak by some revelation.) von Thomas Wilson (1553) 

## Frühneuenglische Literatur
Beispiele für frühneuenglische Literatur sind die Dramen William Shakespeares, Christopher Marlowes oder Ben Jonsons. Zu frühneuenglischen Lyrikern zählen z. B. Philip Sidney, Edmund Spenser, John Donne oder Andrew Marvell. Autoren frühneuenglischer Prosa sind Thomas Morus und John Milton. Autoren der Restauration wie John Dryden oder die Lyrikerin Aphra Behn markieren das Ende der frühneuenglischen Zeit.